# Triebsatzschwinge

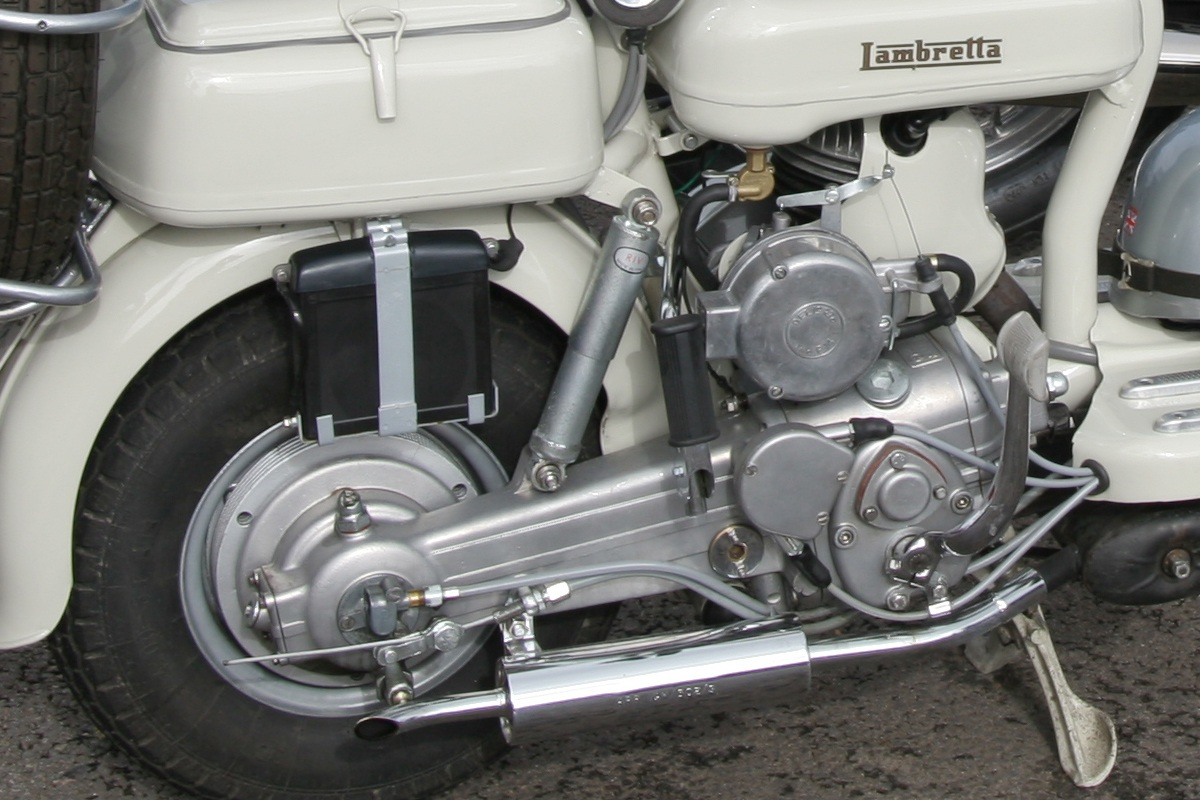
Gekapselte Triebsatzschwinge (Lambretta)

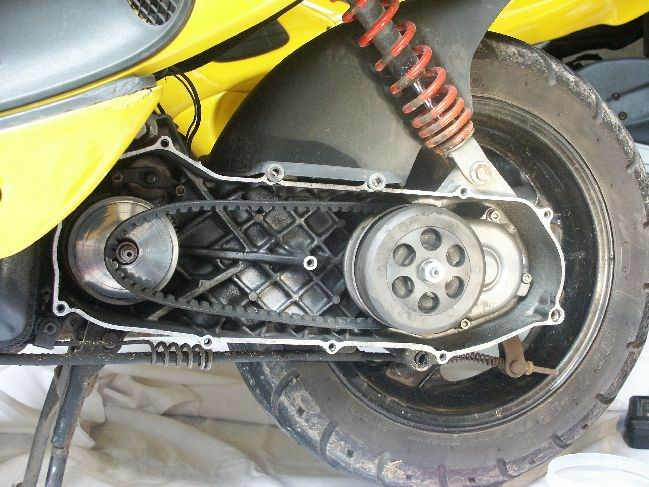
Moderne Triebsatzschwinge mit Variator (links), Kupplung und Radantrieb (rechts)

Mit Triebsatzschwinge wird eine Konstruktion beim Motorroller und Motorrad bezeichnet, bei dem Motor, Getriebe und Radantrieb als feste Einheit ausgebildet sind, die gleichzeitig als Hinterradschwinge dient. Das Motor- und Antriebsgehäuse ist dabei im Motorradrahmen schwenkbar gelagert und macht die Bewegungen beim Ein- und Ausfedern mit. Deshalb wird die Triebsatzschwinge (zumindest zum Teil) zu den ungefederten Massen gezählt.

## Geschichte und Technik
Die erste Verwendung der Triebsatzschwinge wird beim Motorroller Vespa (1946) und Lambretta (1947) sowie beim Motorrad bei der Imme (1948) von Norbert Riedel vorgenommen.
Eine Patentzeichnung von Béla Barényi aus dem Jahre 1937 zeigt bereits eine Triebsatzschwinge. 
Meistens liegt der Punkt, in dem die Triebsatzschwinge am Rahmen drehbar angelenkt ist, zwischen Triebwerk und Hinterrad („Triebsatzwippe“), er kann aber auch vor dem Motor liegen wie beim Maicomobil.
Motorroller sind seit den 1990er Jahren mit einer Triebsatzschwinge ausgerüstet, die aus Motor, Kupplung, stufenlosem Keilriemengetriebe (dem Variator) und Hinterachsantrieb besteht. Die Kurbelwelle des Motors ist mit einem Paar geteilter Riemenscheiben verbunden, über die ein breiter Keilriemen läuft. Der Variator ermöglicht stufenlos verschiedene Übersetzungen durch Verändern des Abstands der Riemenscheibenhälften. Der Keilriemen wird dabei radial verschoben, das heißt, er läuft auf verschiedenen Durchmessern, wodurch sich die Übersetzung ändert.